# Santa Rosa del Sara
Santa Rosa del Sara è un comune (municipio in spagnolo) della Bolivia nella provincia di Sara (dipartimento di Santa Cruz) con 21.564 abitanti (dato 2010).

## Cantoni
Il comune è suddiviso in 2 cantoni:
- Santa Rosa del Sara
- Palometas